# والی دل پاسوبیو
والی دل پاسوبیو (به ایتالیایی: Valli del Pasubio) یک کومونه در ایتالیا است که در استان ویچنزا واقع شده‌است. والی دل پاسوبیو ۴۹ کیلومتر مربع مساحت و ۳٬۲۴۲ نفر جمعیت دارد و ۳۵۰ متر بالاتر از سطح دریا واقع شده‌است.